# Herbularium du Morvan
El Herbularium du Morvan (500 m²), también conocido como Herbularium du parc naturel régional du Morvan, es un jardín botánico con arboretum localizado en la "Maison du Parc" en el « Parc naturel régional du Morvan », Saint-Brisson, Bourgogne, Francia.

El logo del parc naturel régional du Morvan

## Localización
Herbularium du parc naturel régional du Morvan Maison du Parc, Saint-Brisson, Département de Nièvre, Bourgogne, France-Francia.
Planos y vistas satelitales.47°16′31.94″N 4°5′56.69″E / 47.2755389, 4.0990806
Se encuentra abierto todos los días del año, sin cargo alguno.

## Historia
El Morvan tiene unos ecosistemas muy ricos, bosques de diversa mezcla de árboles, setos que separan tierras de cultivo y ríos. Sin embargo, la biosfera no es inmune a las amenazas como la contaminación del agua, el desarraigo los setos (que son un paraíso para muchas especies) o la reducción de los bosques caducifolios.
Para tener éxito en la conciliación de la conservación del medio silvestre y el desarrollo económico y turístico de la región, fue creado en 1970 el « Parc naturel régional du Morvan » (Parque Natural Regional de Morvan) por la iniciativa de Paul de la familia Flandin, consejero general de la Yonne. 
El parque entonces tenía 64 comunas y 8 ciudades-puertas de enlace. Tras la última revisión de sus estatutos y la renovación de su aprobación en 2008, el parque oficialmente ahora incluye 117 comunas miembros y 5 ciudades asociadas. Sin embargo, desde 2009, Empury está considerada como la 6.º comuna miembro.

La creación del parque regional de Morvan y sus 64 municipios miembros se confirmó el 16 de octubre de 1970 por el Decreto Ministerial n.º 70-950.
El jardín botánico fue establecido en 1987, inspirado en los jardines de hierbas medievales pero con una visión más amplia y enfocada en las plantas nativas de Morvan.

## Colecciones
Este jardín botánico alberga 170 especies etiquetadas, dentro de 32 lechos de cultivo delimitados por bojes (de 15 m² cada uno de los lechos) como sigue:
- Plantas características de Morvan (10 lechos)
- Influencias climáticas de Morvan, con especies raras (3 lechos)
- Miscelanias botánicas (3 lechos)
- Plantas medicinales de Morvan (6 lechos)
- Plantas para alimentación de cultivo (3 lechos)
- Plantas tradicionales locales (4 lechos)
- Plantas comunes de la medicina popular (3 lechos)

Su arboretum contiene un determinado número de especímenes etiquetados y un estanque con plantas acuáticas.